# Journal of Economic Literature
Das Journal of Economic Literature (JEL) ist eine wissenschaftliche Fachzeitschrift aus den Wirtschaftswissenschaften. Sie wird vierteljährlich von der Vereinigung US-amerikanischer Ökonomen, der American Economic Association (AEA), herausgegeben. Das JEL wurde 1963 als Journal of Economic Abstracts gegründet und zum Jahr 1969 umbenannt.

## Inhalte
Erklärtes Ziel der Zeitschrift ist es, Ökonomen dabei zu helfen, mit dem enormen Strom neu erscheinender Literatur Schritt zu halten. Das Journal of Economic Literature enthält dementsprechend in erster Linie Übersichtsarbeiten und Buchrezensionen sowie eine kommentierte Bibliografie neu erschienener Bücher, klassifiziert anhand einer eigens entwickelten Systematik, der JEL-Klassifizierung.
In der Dezember-Ausgabe erscheint jährlich ein Index von Dissertationen nordamerikanischer Universitäten.

## Redaktion
Derzeitiger Chefredakteur ist Steven N. Durlauf (Stand 2015). Er wird unterstützt von Lawrence Blume als assoziiertem Redakteur, Dawn Wallhausen als Chef vom Dienst, sowie drei Redaktionsassistenten.

## Rezension
Eine Studie der französischen Ökonomen Pierre-Phillippe Combes und Laurent Linnemer sortiert das Journal mit Rang 54 von 600 wirtschaftswissenschaftlichen Zeitschriften in die drittbeste Kategorie A ein.